# Обыкновенные кроты
(Обыкновенные) кроты (лат. Talpa) — род семейства кротовых.

## Внешность
Внешность у обыкновенных кротов типичная для семейства. У них удлинённое и округлое тело, сильно укороченная шея и вытянутая морда, приплюснутая сверху вниз. Носовой хоботок внутри поддерживает особая тонкая кость os praenasale; он оканчивается плотной голой пластинкой. Конечности сильно укорочены и приспособлены для роющего образа жизни. Передние лапы имеют широкие лопатообразные ладони, вывернутые наружу и вооружённые мощными когтями. Внешних ушных раковин нет. Глаза рудиментарные и часто скрыты кожей. Волосяной покров короткий и густой; окраска чёрная, чёрно-бурая, реже тёмно-серая. Изредка попадаются светлые или пятнистые кроты. Линяет крот до 4 раз в год. Размеры средние: длина тела от 9 до 23 см. Длина хвоста от 1,5 до 3,6 см.

## Среда обитания
Это самые обыкновенные, широко распространённые кроты, встречающиеся в самых разнообразных ландшафтах (особенно многочисленны в лесной и лесостепной зонах). Предпочитают увлажнённые, но не заболоченные почвы, лёгкие для рытья. Прокладывают под землёй сложную систему кормовых и жилых тоннелей. При рытье глубоких ходов выбрасывают на поверхность характерные кучки земли — кротовины. Активны круглосуточно, прожорливы. Основную пищу составляют дождевые черви и иные беспозвоночные, включая различных вредителей сельского и лесного хозяйства. Самка приносит один помёт в год. Приносят большую пользу, создавая вентилирующие тоннели, также рыхлят почву и уничтожают вредных насекомых, в том числе медведок.

## Систематика
База данных Американского общества маммологов (ASM Mammal Diversity Database) признаёт 16 видов обыкновенных кротов:
- Сибирский крот (Talpa altaica), или алтайский крот
- Talpa aquitania
- Слепой крот (Talpa caeca)
- Кавказский крот (Talpa caucasica)
- Иранский крот (Talpa davidiana) (=Talpa streeti[4])
- Обыкновенный крот (Talpa europaea), или европейский крот
- Talpa hakkariensis
- Малоазиатский крот (Talpa levantis), или малый крот
- Talpa martinorum
- Иберийский крот (Talpa occidentalis)
- Крупнозубый кавказский крот (Talpa ognevi)[5]
- Крупнозубый крот (Talpa romana)
- Крот Станковича (Talpa stankovici)
- Talpa talyschensis
- Талышский крот (Talpa talyschensis)[6]

В России водятся 5 видов обыкновенных кротов: европейский (или обыкновенный), алтайский, малоазиатский, кавказский и крупнозубый кавказский кроты (последний долгое время считался подвидом кавказского).